# 軽鉄 (香港)

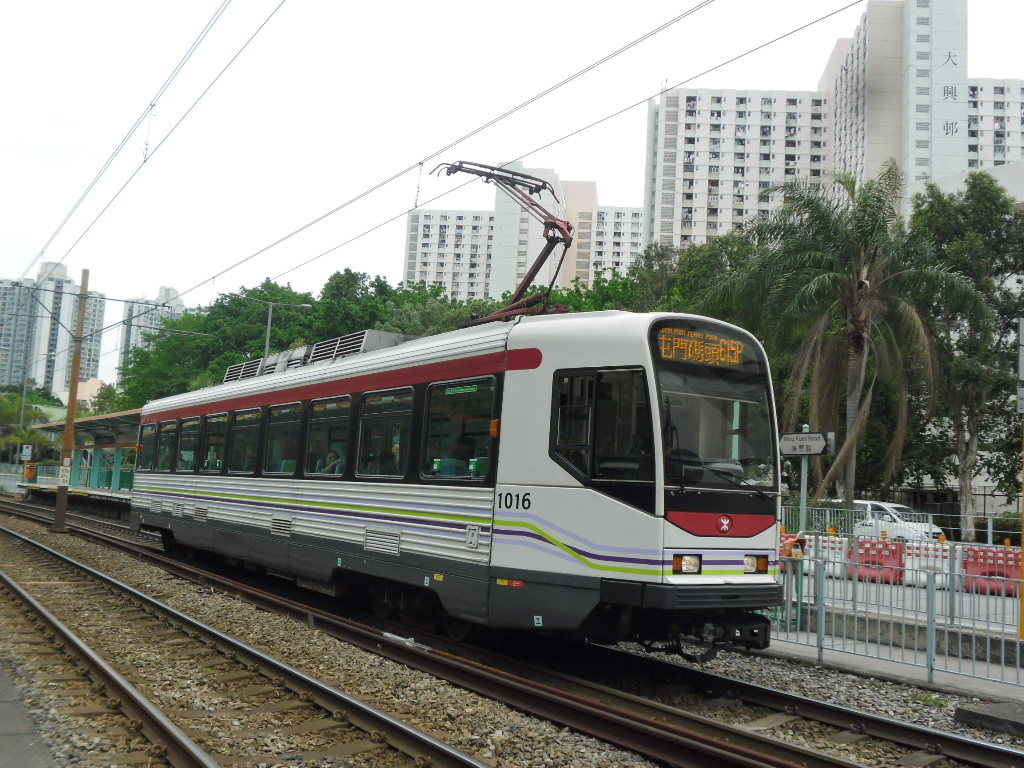
九広軽鉄Comeng電車（オーストラリアのComeng社製）

軽鉄（けいてつ）は香港の港鉄（MTR）によって運行されているライトレール。香港郊外の新界西部に位置する屯門区と元朗区を結ぶ。旧称は九広軽鉄（きゅうこうけいてつ）。

## 概要
軽鉄は、新界中央部から西部の交通の利便を図り、1988年に初めての路線が開通、現在ではかなりのルートがきめ細かく設定されている。この路線は1両編成か2両編成で運転されている。各ルートの終点などではループ線を使用して方向転換する。この為、使用される車両の運転台は進行方向のみ、ドアも進行方向左側のみとなっている（これはヨーロッパ諸国の路面電車にも見られる特徴である）。
軽鉄は、非閉塞方式で運転されるが、最高営業速度が70km/hに達するので、「高速路面電車」とも呼ばれている。
車内には運賃箱などは設置されず、大半の乗客は停留所や安全地帯に設置されている読み取り装置にオクトパスというICカードをタッチして乗降するか、併設の券売機で乗車区間相応のチケットを購入する。このチケットは通常、係員に示したりする事はないが、必要に応じて巡回している乗務員にカードおよびチケットの提示を求められる場合がある（この求めを拒否、あるいは無札で乗車した場合に最寄停留所で下車し、乗車券の購入に従わない場合は当時の最大の大人の往復の運賃の50倍の罰金と身元の記録が科せられる）。これらの支払い方は、ヨーロッパにおける路面電車の運営方式を参考にしていると思われる。なお、ICカード乗降と乗車券の運賃計算方法は異なるので、一部の経路では現金よりICカードで支払う方が安いが、そうではない場合もある。 
2003年に元朗駅-屯門駅間の西鉄線（現：屯馬線）が開通し、オクトパスで乗車する場合は、屯馬線と軽鉄相互に乗り継ぐ場合、軽鉄部分が無料になる(ただし最大で4.8香港ドルの区間まで)。

### 路線データ
- 駅数:68駅
- 軌間:1,435mm
- 複線区間：全線
- 電化区間:全線 (直流750V)
- 閉塞方式:非閉塞式
- 併用軌道区間あり

## 運行形態
- 普通電車、1両あるいは2両編成。信用乗車方式を行っている。

## 歴史
香港政府は1970年代に、郊外の屯門（Tuen Mun）地区で宅地開発を行う事を計画した時点から、すでに鉄道建設を計画し、軌道用の空間を確保していたが、実際にはその時点でどの鉄道会社に営業権を与えるか決定していなかった。
1982年になり、政府は香港トラム社（香港電車有限公司）を保有する九龍倉グループに、この鉄道建設と運営を持ちかけた。当初同グループは興味を示し、二階建てトラムを運行することを検討したが、結局建設を辞退するに至った。その後、政府はちょうど設立された九広鉄路に本鉄道を建設するように持ちかけ、1984年に本鉄道の建設と運営を決定し、研究を開始し、1985年になって正式に着工した。
当時九龍バスは屯門区と元朗区でバス路線網を広げており、内10ほどの路線が本鉄道と重複することになるため、利益が減ることを懸念した。政府は結局「軽便鉄道独占エリア」という概念を取り入れ、九龍バスに、屯門と元朗を結ぶ一部バス路線からの撤退と、代わりに屯門と市街地の旺角地区を結ぶ多くのバス路線を開設させた。この外、政府は九龍バスが軽便鉄道独占エリア内で客を乗降させるのを制限し、九広鉄路公司が軽便鉄道駅と住宅地の間に連絡バスを運営するのを認可し、以前の九龍バス路線の代替とした。
軽便鉄道は1988年8月8日に開業する予定であったが、同年6月と7月の試運転中に、歩行者、自転車、自動車との間で何件もの交通事故を起こして、政府より安全対策が取られるまで試運転禁止の行政命令を受け、8月8日の開業に間に合わなくなった。
1988年9月18日、ひと月余り遅れてようやく正式開業となった。開業当初は、屯門總站から東北方面に青山公路を通って元朗へ行くメイン路線の他には、屯門地区内の住宅地を通る2ルートしかなかった。東南方面の安定邨行きと、西南方面の屯門碼頭（フェリー埠頭）行きである。
当初、全体の路線は5つの料金ゾーンに分けられたが、2003年にルートが拡張したのを機に6つの料金ゾーンに変更された。九広鉄路の接続バスについてはゾーン制を採用せず、乗り継ぎ割引料金を設定している。

## 車両

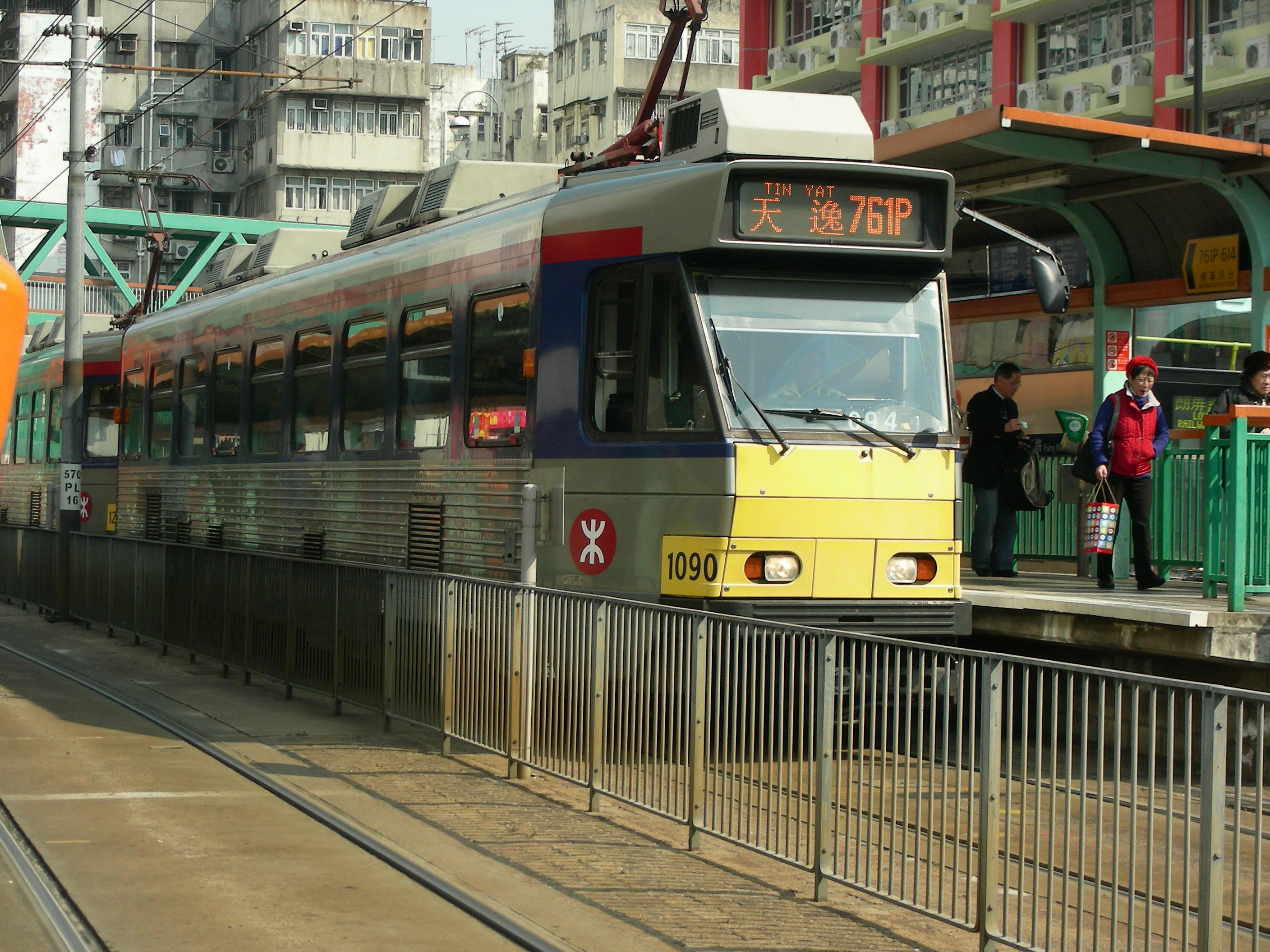
九広軽鉄の第二期車輌（日本の川崎重工業製）

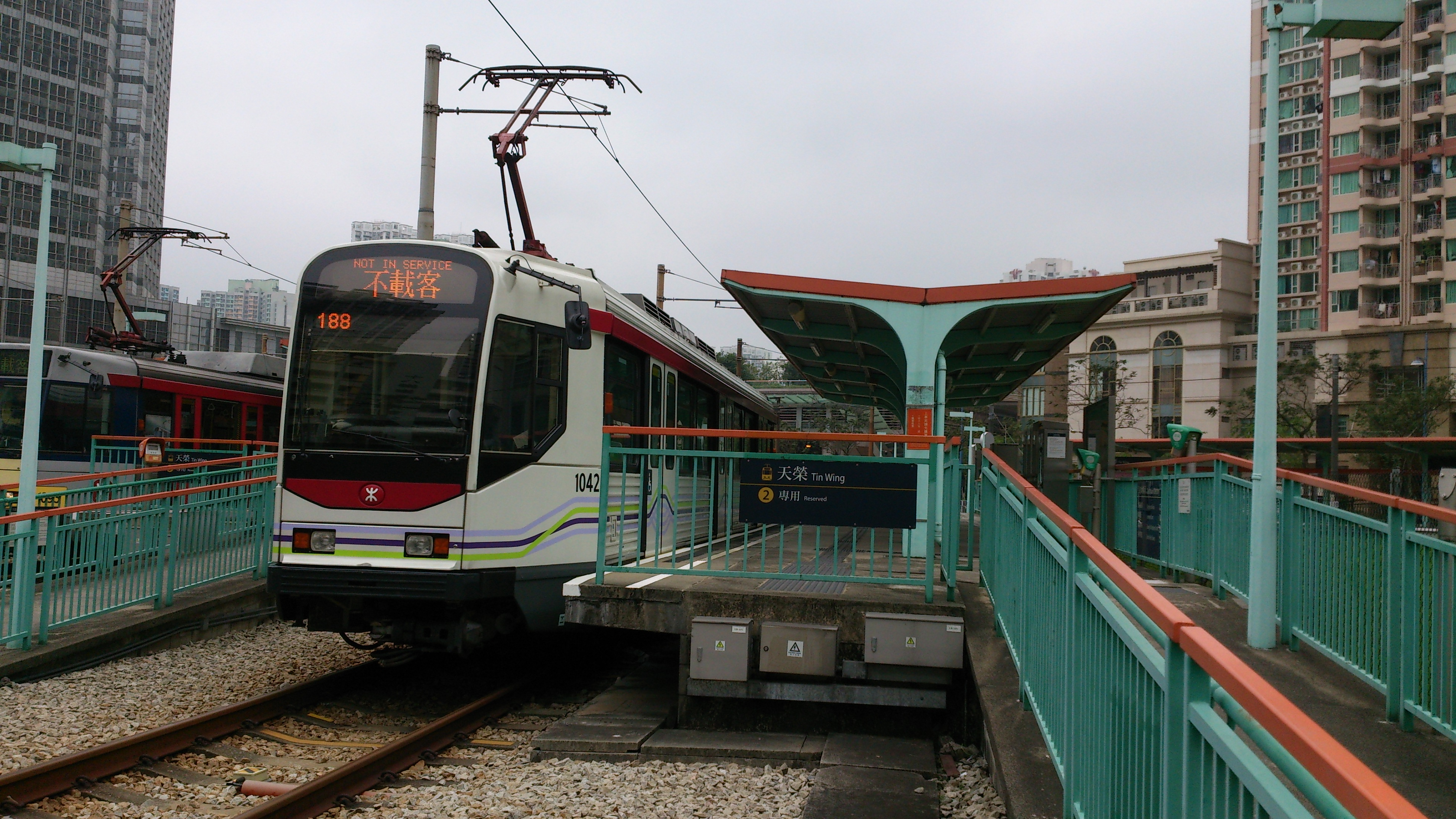
延命工事済みの編成1042の電車、（オーストラリアのコメンジ社製）

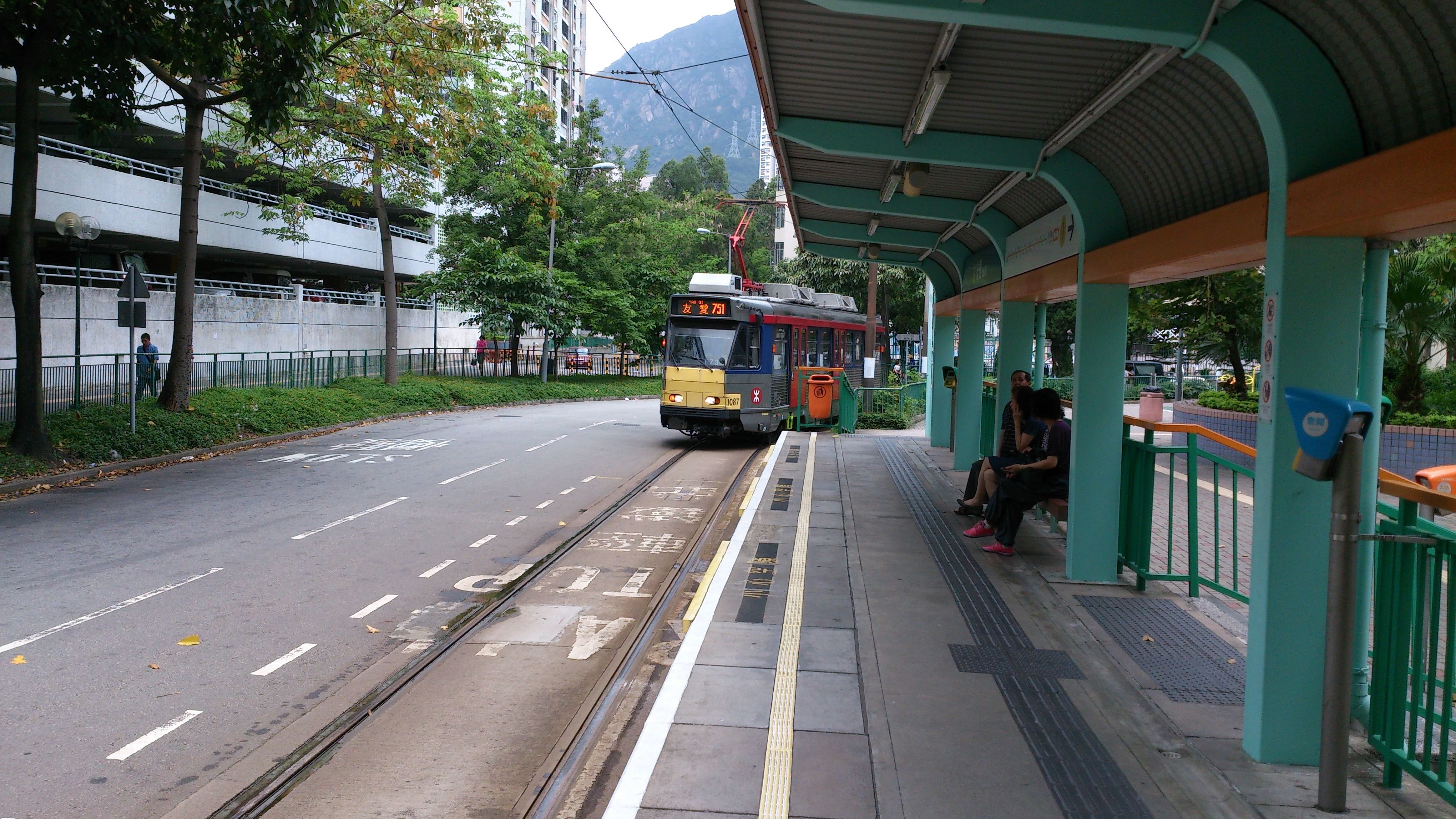
友愛駅へ入線中の電車、ホームの前は併用軌道である。

現有車輌は122輌。1輌あたり200人余りの定員である。イメージカラーはオレンジ色であるが、路線毎に異なる色を配して区別している。
- 1988年9月18日（開業日）～：第一期オーストラリア・コメンジ製（車両番号 1001－1070）
- 1992年～1993年：第二期日本・川崎重工業製（車両番号 1071－1090,　1201－1210）
- 1997年～1998年：第三期オーストラリア・Goninan製（車両番号 1091－1110）
- 2009年～：第四期中国、オーストラリア・United Goninan製（車両番号 1111－1132）

1013は1994年7月29日、1027は2011年5月8日に大型車との衝突事故で大破し、1118は2010年9月9日に転倒したクレーンの直撃を受け、それぞれ廃車された。
1201～1210は、2両連結時の増結専用車であり、営業運転用の運転台や前面方向表示器は設置されておらず、常時2両目に連結されている。

## 現行路線

ロードマップ

2005年7月30日現在、8つの普通路線と4つの区間運行路線（P表示）がある。路線毎に色を定めている。
- 505:三聖－兆康。1988年9月24日運行開始。当初は安定が終点であったが、1992年2月2日に三聖まで延伸。
- 507:屯門碼頭－田景。1989年6月4日運行開始。当初は安定が終点であったが、1991年11月に屯門碼頭まで延伸。
- 610:屯門碼頭－元朗（大興、蝴蝶経由）。1988年9月18日運行開始。運行開始から路線変更がない唯一の路線。
- 614:屯門碼頭－元朗（景峰、市中心経由）。1992年運行開始。
- 614P:屯門碼頭－兆康（614線の区間運行）。2004年4月4日運行開始。車輌は615P線と共用。
- 615:屯門碼頭－元朗（良景、蝴蝶経由）。1993年1月10日運行開始。
- 615P:屯門碼頭－兆康（615線の区間運行）。2004年4月4日運行開始。車輌は614P線と共用。
- 705:天水囲循環線（天慈→天逸→天耀経由）。2004年8月22日運行開始。旧701線(天水圍南循環線)の代替
- 706:天水囲循環線（天耀→天逸→天慈経由）。2004年4月9日運行開始。
- 751:天逸－友愛、2003年12月7日運行開始。旧720線の代替。
- 751P：天逸－天水囲（751線の区間運行）。2004年8月22日運行開始。平日朝から夕方のラッシュ時までと、土曜日朝のラッシュ時のみ。
- 761P:天逸－元朗（761線の区間運行だが、本線である761線は運行されていない）。

### 過去の路線
- 506:屯門碼頭－友愛。1988年9月23日運行開始、2002年7月14日工事のために運行停止、同番号の代行バス運行開始。2003年8月31日の工事終了以降も代行バスでの運行となっている（2022年現在）。
- 511:兆康－屯門碼頭。
- 551:田景－三聖。
- 552:屯門碼頭－兆康。
- 553:屯門碼頭－兆康。
- 611:屯門碼頭－元朗。
- 612:安定－元朗。1988年9月18日運行開始、1994年3月13日運行終了。
- 613:元朗－三聖（未運行路線）。
- 651:兆康－元朗。
- 701:天水囲南循環線。2003年12月20日運行開始、2004年8月22日運行終了。
- 702:天水囲北循環線。
- 720:友愛－天栄。1994年3月13日運行開始、2003年12月7日運行終了。
- 721:天栄－元朗。1993年1月10日運行開始、2003年12月7日運行終了。
- 722:兆康－天栄。1993年3月22日運行開始、1994年3月13日運行終了。
- 751P（初代）:天瑞－友愛。2003年12月8日運行開始、2003年12月運行終了。
- 761:天栄－元朗。2003年12月7日運行開始、2006年10月8日運行終了。

## 駅一覧
軽鉄の駅：（料金エリア別）
| 料金区分 | 駅名                        | 駅名         | 駅名                                 | 乗り換え        | 駅構造                                     | 所在地区 |
| 料金区分 | 日本語                      | 繁体字香港語 | 英語                                 | 乗り換え        | 駅構造                                     | 所在地区 |
| -------- | --------------------------- | ------------ | ------------------------------------ | --------------- | ------------------------------------------ | -------- |
| 1        | 龍門駅 旧称：紅楼、散石湾   | 龍門站       | Lung Mun                             |                 | 島式1面2線、地上駅                         | 屯門区   |
| 1        | 軽鉄車廠駅 旧称：白角       | 輕鐵車廠站   | Light Rail Depot                     |                 | 島式、相對式2面3線、地上駅                 | 屯門区   |
| 1        | 蝴蝶駅                      | 蝴蝶站       | Butterfly                            |                 | 島式、相對式2面3線、地上駅                 | 屯門区   |
| 1        | 美楽駅                      | 美樂站       | Melody Garden                        |                 | 島式、相對式2面3線、地上駅                 | 屯門区   |
| 1        | 屯門碼頭駅                  | 屯門碼頭站   | Tuen Mun Ferry Pier                  |                 | 島式、相對式12面13線、地上駅               | 屯門区   |
| 1        | 兆禧駅                      | 兆禧站       | Siu Hei                              |                 | 島式、相對式2面3線、地上駅                 | 屯門区   |
| 1        | 屯門泳池駅                  | 屯門泳池站   | Tuen Mun Swimming Pool               |                 | 島式、相對式2面3線、地上駅                 | 屯門区   |
| 1        | 豊景園駅                    | 豐景園站     | Goodview Garden                      |                 | 島式、相對式2面3線、地上駅                 | 屯門区   |
| 1        | 三聖駅                      | 三聖站       | Sam Shing                            |                 | 島式、相對式3面4線、地上駅                 | 屯門区   |
| 1        | 兆麟駅                      | 兆麟站       | Siu Lun                              |                 | 島式2面4線、地上駅                         | 屯門区   |
| 2        | 沢豊駅 旧称：河景           | 澤豐站       | Affluence                            |                 | 島式、相對式2面3線、地上駅                 | 屯門区   |
| 2        | 銀囲駅                      | 銀圍站       | Ngan Wai                             |                 | 島式1面2線、地上駅                         | 屯門区   |
| 2        | 大興(南)駅                  | 大興(南)站   | Tai Hing (South)                     |                 | 島式、相對式2面3線、地上駅                 | 屯門区   |
| 2        | 大興(北)駅                  | 大興(北)站   | Tai Hing (North)                     |                 | 島式、相對式2面3線、地上駅                 | 屯門区   |
| 2        | 石排駅                      | 石排站       | Shek Pai                             |                 | 島式1面2線、地上駅                         | 屯門区   |
| 2        | 山景(北)駅                  | 山景(北)站   | Shan King (North)                    |                 | 単式1面1線、橋上駅                         | 屯門区   |
| 2        | 山景(南)駅                  | 山景(南)站   | Shan King (South)                    |                 | 単式1面1線、橋上駅                         | 屯門区   |
| 2        | 鳴琴駅                      | 鳴琴站       | Ming Kum                             |                 | 島式2面4線、地上駅                         | 屯門区   |
| 2        | 蔡意橋駅                    | 蔡意橋站     | Choy Yee Bridge                      |                 | 島式、相對式2面3線、地上駅                 | 屯門区   |
| 2        | 河田駅                      | 河田站       | Ho Tin                               | ■屯馬線屯門駅   | 島式、相對式2面3線(実為島式1面2線)、地上駅 | 屯門区   |
| 2        | 景峰駅                      | 景峰站       | Prime View                           |                 | 島式2面4線、地上駅                         | 屯門区   |
| 2        | 新墟駅                      | 新墟站       | San Hui                              |                 | 島式2面4線、地上駅                         | 屯門区   |
| 2        | 何福堂駅                    | 何福堂站     | Hoh Fuk Tong                         |                 | 島式2面4線、地上駅                         | 屯門区   |
| 2        | 建安駅                      | 建安站       | Kin On                               |                 | 島式、相對式2面3線、地上駅                 | 屯門区   |
| 2        | 屯門駅 旧称：新発           | 屯門站       | Tuen Mun 旧称：San Fat               | ■屯馬線屯門駅   | 相對式2面2線、高架駅                       | 屯門区   |
| 2        | 杯渡駅                      | 杯渡站       | Pui To                               |                 | 島式2面4線、高架駅                         | 屯門区   |
| 2        | 青雲駅 旧称：竜門、工業学院 | 青雲站       | Tsing Wun                            |                 | 島式、相對式2面3線、地上駅                 | 屯門区   |
| 2        | 青山村駅                    | 青山村站     | Tsing Shan Tsuen                     |                 | 島式1面2線、地上駅                         | 屯門区   |
| 2        | 市中心駅                    | 市中心站     | Town Centre                          |                 | 島式4面8線、地上駅                         | 屯門区   |
| 2        | 友愛駅                      | 友愛站       | Yau Oi                               |                 | 単式1面1線、地上駅                         | 屯門区   |
| 2        | 安定駅                      | 安定站       | On Ting                              |                 | 島式2面4線、地上駅                         | 屯門区   |
| 3        | 鍾屋村駅                    | 鍾屋村站     | Chung Uk Tsuen                       |                 | 島式1面2線、地上駅                         | 屯門区   |
| 3        | 泥囲駅                      | 泥圍站       | Nai Wai                              |                 | 島式1面2線、地上駅                         | 屯門区   |
| 3        | 藍地駅                      | 藍地站       | Lam Tei                              |                 | 島式、相對式2面3線、地上駅                 | 屯門区   |
| 3        | 兆康駅                      | 兆康站       | Siu Hong                             | ■屯馬線兆康駅   | 島式6面12線、地上駅                        | 屯門区   |
| 3        | 麒麟駅                      | 麒麟站       | Kei Lun                              |                 | 島式1面2線、地上駅                         | 屯門区   |
| 3        | 青松駅                      | 青松站       | Ching Chung                          |                 | 島式1面2線、地上駅                         | 屯門区   |
| 3        | 建生駅                      | 建生站       | Kin Sang                             |                 | 島式、相對式2面3線、地上駅                 | 屯門区   |
| 3        | 田景駅                      | 田景站       | Tin King                             |                 | 島式2面4線、地上駅                         | 屯門区   |
| 3        | 良景駅                      | 良景站       | Leung King                           |                 | 島式2面4線、地上駅                         | 屯門区   |
| 3        | 新囲駅                      | 新圍站       | San Wai                              |                 | 島式、相對式2面3線、地上駅                 | 屯門区   |
| 3        | 屯門医院駅                  | 屯門醫院站   | Tuen Mun Hospital                    |                 | 島式1面2線、地上駅                         | 屯門区   |
| 3        | 鳳地駅                      | 鳳地站       | Fung Tei                             |                 | 島式、相對式2面3線、高架駅                 | 屯門区   |
| 4        | 屏山駅                      | 屏山站       | Ping Shan                            |                 | 島式、相對式2面3線、地上駅                 | 元朗区   |
| 4        | 塘坊村駅                    | 塘坊村站     | Tong Fong Tsuen                      |                 | 島式1面2線、地上駅                         | 元朗区   |
| 4        | 坑尾村駅                    | 坑尾村站     | Hang Mei Tsuen                       |                 | 島式2面4線、地上駅                         | 元朗区   |
| 4        | 天耀駅                      | 天耀站       | Tin Yiu                              | ■屯馬線天水囲駅 | 島式2面4線、地上駅                         | 元朗区   |
| 4        | 楽湖駅                      | 樂湖站       | Locwood                              |                 | 島式、相對式2面3線、地上駅                 | 元朗区   |
| 4        | 天瑞駅                      | 天瑞站       | Tin Shui                             |                 | 島式2面4線、地上駅                         | 元朗区   |
| 4        | 翠湖駅                      | 翠湖站       | Chestwood                            |                 | 島式1面2線、地上駅                         | 元朗区   |
| 4        | 天栄駅 旧称：天水囲総站     | 天榮站       | Tin Wing 旧称：Tin Shui Wai Terminus |                 | 島式6面12線(現閉鎖5面10線)、地上駅         | 元朗区   |
| 4        | 銀座駅                      | 銀座站       | Ginza                                |                 | 相對式2面2線、地上駅                       | 元朗区   |
| 4        | 天湖駅                      | 天湖站       | Tin Wu                               |                 | 島式1面2線、地上駅                         | 元朗区   |
| 4        | 天慈駅                      | 天慈站       | Tin Tsz                              |                 | 島式、相對式2面3線、地上駅                 | 元朗区   |
| 4        | 天水囲駅                    | 天水圍站     | Tin Shui Wai                         | ■屯馬線天水囲駅 | 島式3面6線、地上駅                         | 元朗区   |
| 4        | 洪水橋駅                    | 洪水橋站     | Hung Shui Kiu                        |                 | 島式、相對式2面3線、地上駅                 | 元朗区   |
| 5A       | 頌富駅                      | 頌富站       | Chung Fu                             |                 | 島式2面4線、高架駅                         | 元朗区   |
| 5A       | 天富駅                      | 天富站       | Tin Fu                               |                 | 島式2面4線、地上駅                         | 元朗区   |
| 5A       | 天逸駅                      | 天逸站       | Tin Yat                              |                 | 島式5面10線、地上駅                        | 元朗区   |
| 5A       | 天恒駅                      | 天恆站       | Tin Heng                             |                 | 島式1面2線、地上駅                         | 元朗区   |
| 5A       | 湿地公園駅                  | 濕地公園站   | Wetland Park                         |                 | 島式1面2線、地上駅                         | 元朗区   |
| 5A       | 天秀駅                      | 天秀站       | Tin Sau                              |                 | 島式1面2線、地上駅                         | 元朗区   |
| 5A       | 天悦駅                      | 天悅站       | Tin Yuet                             |                 | 島式1面2線、地上駅                         | 元朗区   |
| 5        | 水辺囲駅                    | 水邊圍站     | Shui Pin Wai                         |                 | 島式1面2線、地上駅                         | 元朗区   |
| 5        | 豊年路駅 旧称：大会堂       | 豐年路站     | Fung Nin Road                        |                 | 島式、相對式2面3線、地上駅                 | 元朗区   |
| 5        | 康楽路駅                    | 康樂路站     | Hong Lok Road                        |                 | 島式、相對式2面3線、地上駅                 | 元朗区   |
| 5        | 大棠路駅                    | 大棠路站     | Tai Tong Road                        |                 | 島式、相對式2面3線、地上駅                 | 元朗区   |
| 5        | 元朗駅                      | 元朗站       | Yuen Long                            | ■屯馬線元朗駅   | 島式4面8線、地上駅                         | 元朗区   |